# Hoàng Diệu
Hoàng Diệu (chữ Hán: 黃耀; 1829 - 1882) là một quan nhà Nguyễn trong lịch sử Việt Nam, người đã quyết tử bảo vệ thành Hà Nội khi Pháp tấn công năm 1882.

## Xuất thân
Hoàng Diệu tên thật là Hoàng Kim Tích, sau mới đổi là Hoàng Diệu, tự là Quang Viễn, hiệu Tĩnh Trai. Ông sinh ngày 10 tháng 2 năm Kỷ Sửu 14 tháng 3 năm (1829), trong một gia đình có truyền thống nho giáo tại làng Xuân Đài, huyện Diên Phước, tỉnh Quảng Nam (nay là thị xã Điện Bàn, tỉnh Quảng Nam). Gia đình ông có 7 anh em và họ đều nổi tiếng là những người thông minh trong vùng. Sử chép rằng gia đình Hoàng Diệu có một người đỗ phó bảng, ba người đỗ cử nhân, hai người tú tài trong các kỳ thi dưới thời vua Tự Đức. Một trong những hậu duệ của ông là nhà toán học Hoàng Tụy.

## Sự nghiệp
Hoàng Diệu là người nổi bật nhất trong số các anh em trong gia đình. Năm 20 tuổi ông đã đồng đỗ Cử nhân với anh trai Hoàng Kim Giám (khi ấy 23 tuổi) khoa Mậu Thân (1848) trong khoa thi Hương tại Thừa Thiên, năm 25 tuổi đỗ Phó bảng khoa Quý Sửu (1853), thời vua Tự Đức. Năm 1854, ông được vua Tự Đức bổ nhiệm làm Tri huyện Tuy Phước rồi Tri phủ Tuy Viễn (Bình Định).
Năm 1864, xảy ra vụ nổi dậy của Nguyễn Phúc Hồng Tập, con hoàng thân Miên Áo, em chú bác của Hồng Nhậm (tức vua Tự Đức), cùng với một số người khác. Bại lộ, Hồng Tập và Nguyễn Văn Viện bị án chém. Hoàng Diệu đến nhậm chức Tri huyện Hương Trà thay Tôn Thất Thanh bị đổi đi nơi khác, bấy giờ có mặt trong lúc hành quyết đã nghe Hồng Tập nói: "Vì tức giận về hòa nghị mới bị tội, xin chớ ghép vào tội phản nghịch". Sau đó các quan Phan Huy Kiệm, Trần Gia Huệ và Biện Vĩnh tâu lên Tự Đức, đề nghị nhà vua nên theo gương Hán Minh Đế, thẩm tra lại vụ án. Tự Đức phán là vụ án đã được đình thần thẩm xét kỹ, nay nghe Phan Huy Kiệm nói Hoàng Diệu đã kể lại lời trăng trối của Hồng Tập, bèn quyết định giáng chức Phan Huy Kiệm, Trần Gia Huệ, Biện Vĩnh và Hoàng Diệu.
Được phục chức sau vụ "tẩy oan" Hồng Tập, Hoàng Diệu lần đầu ra Bắc năm 1868, làm Tri phủ Đa Phúc, rồi Tri phủ Lạng Giang (Bắc Giang), Án sát Nam Định, Bố chính Bắc Ninh. Trong chín năm ấy, ông lập nhiều quân công, dẹp trộm cướp và an dân, ở đâu ông cũng được sĩ dân quý mến.
Năm 1873 ông được triệu về kinh đô Huế giữ chức Tham tri Bộ Hình rồi Tham tri Bộ Lại, kiêm quản Đô Sát Viện, dự bàn những việc ở Cơ Mật Viện. Năm 1878, đổi làm Tuần phủ Quảng Nam, thăng Tổng đốc An Tịnh (Nghệ An và Hà Tĩnh ngày nay), nhưng vì nguyên Tổng đốc Nguyễn Chính vẫn lưu nhiệm nên ông ở lại Huế, làm Tham tri Bộ Lại (Thực lục của Cao Xuân Dục). Chẳng bao lâu sau, ông được sung chức Phó Toàn quyền Đại Thần đàm phán với Sứ thần Tây Ban Nha một hiệp ước giao thương. Đầu năm 1880, ông làm Tổng đốc Hà Ninh, lãnh chức hàm Thượng thư bộ Binh, kiêm quản cả việc thương chính.
Biết rõ dã tâm xâm lược của thực dân Pháp lúc bấy giờ, Hoàng Diệu bắt tay ngay vào việc chuẩn bị chiến đấu, kinh lý, biên phòng. Như Đại Nam chính biên liệt truyện đã nêu, tổng đốc Hà Ninh đã "cùng với tổng đốc tỉnh Sơn Tây Nguyễn Hữu Độ dâng sớ nói về việc bố phòng, lại cùng với Nguyễn Đình Nhuận mật tâu về chước phòng vị sẵn". Vua Tự Đức khen. "Nhưng sau đó - như trong di biểu nêu - vua lại trách cứ lưu binh... vì sợ giặc"... "chế ngự không đúng cách" (?)
Một mặt khác, Hoàng Diệu quan tâm ổn định chăm lo đời sống của dân chúng trong công bằng và trật tự. Ngày nay, ở Ô Quan Chưởng, đầu phố Hàng Chiếu, còn áp ở mặt tường cổng ra vào một phần tấm bia Lệnh cấm trừ tệ (Thân cấm khu tệ), niêm yết năm 1881, của Tổng đốc Hà Ninh Hoàng Diệu và Tuần phủ Hà Nội Hoàng Hữu Xứng, nhằm ngăn chặn các tệ nhũng nhiễu đối với nhân dân trong các dịp ma chay, cưới xin cũng như nạn vòi tiền, cướp bóc trên sông và ở các chợ, kèm theo các quy định cụ thể cần thi hành đến nơi đến chốn. Một di tích quý hiếm nói lên tấm lòng ưu ái của người công bộc mãi mãi còn giá trị của nó.
Từ 1879 đến 1882, Ông làm Tổng đốc Hà Ninh quản lý vùng trọng yếu nhất của Bắc Bộ là Hà Nội và phụ cận. Ông đã chỉ đạo quân dân Hà Nội tử thủ chống lại quân đội Pháp, bất chấp triều đình Huế đã chấp nhận đầu hàng. Ngày 25 tháng 4 năm 1882 (tức ngày 8 tháng 3 năm Nhâm Ngọ), thành Hà Nội thất thủ, Hoàng Diệu đã tự vẫn tại Võ Miếu để không rơi vào tay đối phương.
Người Hà Nội vô cùng đau đớn trước cái chết của ông, ngay hôm sau, nhiều người họp lại, sắm sửa mền nệm tử tế, rước quan tài của Hoàng Diệu từ trong thành ra, tổ chức khâm liệm và mai táng tại khu vườn Dinh Đốc học (nay là địa điểm khách sạn Royal Star ở đường Trần Quý Cáp cạnh chợ Ngô Sĩ Liên, sau ga Hà Nội).
Hơn một tháng sau hai người con trai ông ra Hà Nội lo liệu đưa thi hài thân sinh về an táng ở quê quán vào mùa thu năm ấy.
Khu lăng mộ Hoàng Diệu, theo quyết định ngày 25 tháng 1 năm 1994 của Bộ Văn hóa Thông tin, được công nhận là một di tích lịch sử - văn hóa của Việt Nam.

## Quyết tử với Hà thành
Năm 1873, sau khi chiếm được Nam Bộ, Pháp chuẩn bị tiến ra Bắc Bộ. Vua Tự Đức giao phó cho Hoàng Diệu làm Tổng đốc Hà Ninh. Ngay khi tới Hà Nội, Hoàng Diệu đã chú tâm tới việc xây dựng thành lũy chuẩn bị lực lượng để chống Pháp. Từ năm 1880 đến 1882, ông đã hai ba lần dâng sớ xin triều đình chi viện để củng cố phòng tuyến chống giặc tại Hà Nội, nhưng không nhận được hồi âm từ Huế.
Đầu năm 1882, lấy cớ Việt Nam không tôn trọng hiệp ước năm 1874 mà lại đi giao thiệp với Trung Hoa, dung túng quân Cờ Đen (một nhánh quân của Thái Bình Thiên Quốc) ngăn trở việc giao thông trên sông Hồng của người Pháp, Đại tá Henri Rivière của Hải quân Pháp cho tàu chiến cùng hơn 400 quân đóng trại tại Đồn Thủy (trên bờ bắc sông Hồng, cách thành Hà Nội 5 km) nhằm uy hiếp Hà Nội. Hoàng Diệu đã hạ lệnh giới nghiêm tại Hà Nội và bố cáo các tỉnh xung quanh sẵn sàng tác chiến, đồng thời yêu cầu viện binh từ triều đình Huế.
Tuy nhiên phái chủ bại của triều đình Huế đã thuyết phục vua Tự Đức chấp nhận mất miền Bắc để giữ an toàn cho ngai vàng. Vua Tự Đức đã hạ chiếu quở trách Hoàng Diệu đã đem binh dọa giặc và chế ngự sai đường. Nhưng Hoàng Diệu đã quyết tâm sống chết với thành Hà Nội. Các quan xung quanh ông Hoàng Diệu lúc bấy giờ có Tuần phủ Hoàng Hữu Xứng, Đề đốc Lê Văn Trinh, Bố chính Phan Văn Tuyển, Án sát Tôn Thất Bá và Lãnh binh Lê Trực đã cùng nhau uống rượu hòa máu tỏ quyết tâm sống chết với Hà thành.

Quân Pháp tấn công thành Hà Nội

Rạng ngày 25 tháng 4 năm 1882, tức ngày mồng 8 tháng 3 năm Nhâm Ngọ, Henri Rivière cho tàu chiến áp sát thành Hà Nội, đưa tối hậu thư, yêu sách ba điều:
- Phá các tao tác phòng thủ trong thành.
- Giải giới binh lính.
- Đúng 8 giờ các vị quan văn võ trong thành Hà Nội phải thân đến trình diện với Henri Rivière. Sau đó, quân Pháp sẽ vào thành kiểm kê. Xong sẽ giao trả thành lại.

Hoàng Diệu tiếp tối hậu thư, liền sai Tôn Thất Bá đi điều đình. Nhưng không đợi trả lời, lúc 8 giờ 15, Rivière với 4 tàu chiến là La Fanfare, La Massue, La Hache, La Surprise (tàu này không kịp tới, vì mắc cạn dọc đường Hải Phòng đi Hà Nội) bắn vào thành yểm trợ cho số quân 450 người và một ít thân binh đổ bộ hòng chiếm thành Hà Nội.
Ngay trong những phút đầu tiên, hoàng thân Tôn Thất Bá chạy trốn vào làng Mọc (Nhân Mục) ở phía Đông Nam Hà Nội theo Pháp và thông báo tình hình trong thành Hà Nội cho họ. Đồng thời, Bá cũng dâng sớ lên vua Tự Đức đổ tội cho Hoàng Diệu và xin với Pháp cho Bá thay làm Tổng đốc Hà Ninh.
Tuy vậy, quân Pháp vẫn vấp phải sự kháng cự quyết liệt của quân dân Hà thành dưới sự chỉ huy của Hoàng Diệu. Quân Pháp bị thiệt hại nặng và phải rút ra ngoài tầm súng để củng cố lực lượng.
Nhưng trong lúc chiến sự diễn ra khốc liệt thì kho thuốc súng của Hà Nội nổ tung, do Việt gian mua chuộc bởi bọn Pháp làm. Một số nhà sử học còn đoán rằng nó liên quan tới phản thần Tôn Thất Bá. dẫn tới đám cháy lớn trong thành làm cho lòng quân hoang mang. Quân Pháp thừa cơ phá được cổng Tây thành Hà Nội và ùa vào thành. Bố chính Nguyễn Văn Tuyển, Đề đốc Lê Văn Trinh và các lãnh binh bỏ thành chạy, còn Tuần phủ Hoàng Hữu Xứng trốn trong hành cung.
Trong tình thế tuyệt vọng, Hoàng Diệu vẫn tiếp tục bình tĩnh dẫn đầu quân sĩ chiến đấu chống lại quân Pháp dù lực lượng ngày càng yếu đi, không thể giữ được thành nữa. Cuối cùng, Hoàng Diệu đã ra lệnh cho tướng sỹ giải tán để tránh thương vong. Một mình Hoàng Diệu vào hành cung, thảo tờ di biểu, rồi ra trước Võ miếu dùng khăn bịt đầu thắt cổ tự tử, hưởng dương 54 tuổi.
Tờ di biểu, ông cắn ngón tay lấy máu viết di biểu tạ tội cho vua Tự Đức:
Thành mất không sao cứu được, thật hổ với nhân sĩ Bắc thành lúc sinh tiền. Thân chết có quản gì, nguyện xin theo Nguyễn Tri Phương xuống đất. Quân vương muôn dặm, huyết lệ đôi hàng....
Ông mất ngày 25 tháng 4 năm 1882, thọ 53 tuổi.

## Tưởng niệm

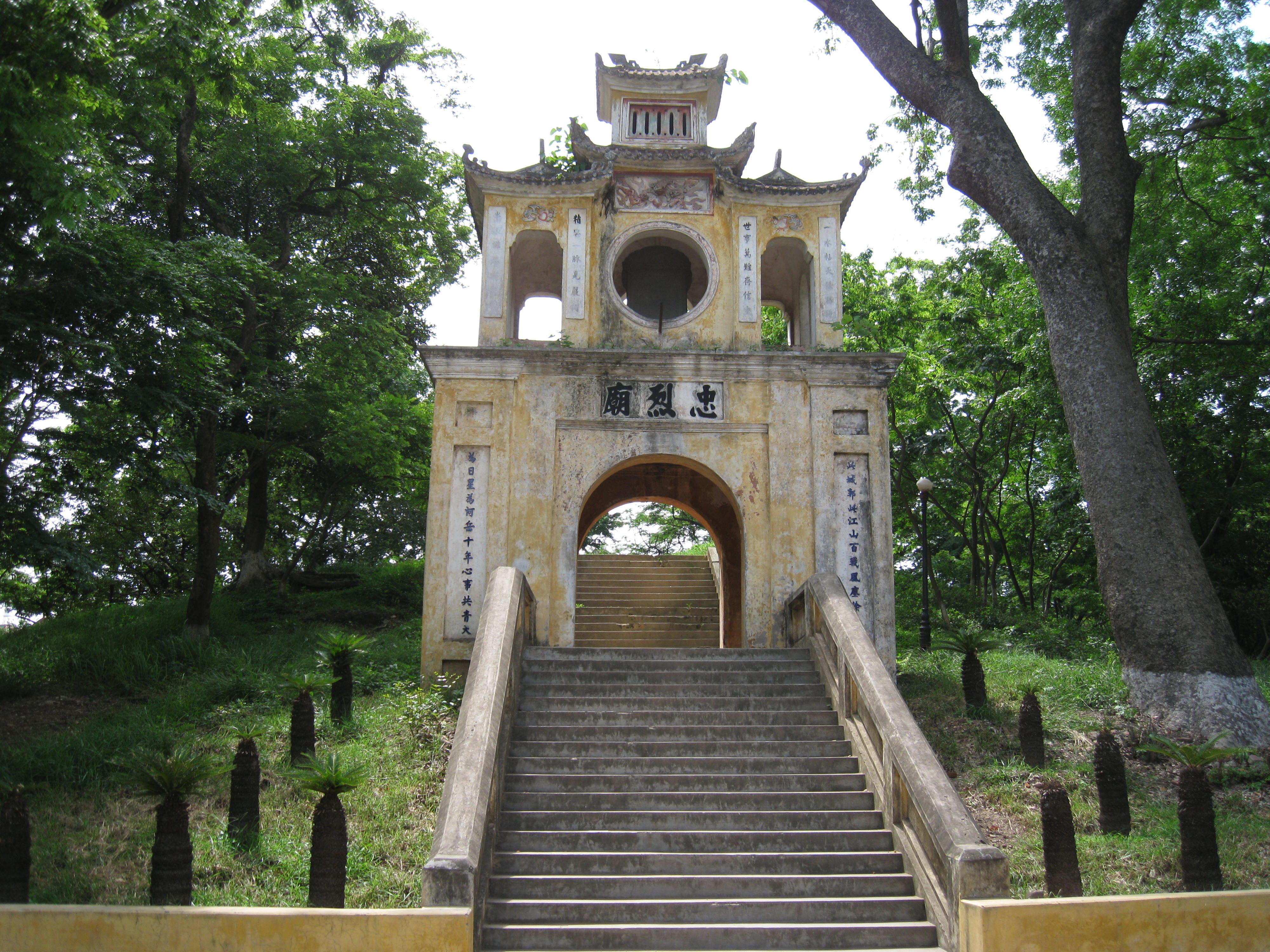
Câu đối hai bên cổng Trung Liệt miếu trên Gò Đống Đa để tưởng nhớ Hoàng Diệu.

Hoàng Diệu được đông đảo sĩ phu, nhân dân Hà Nội và Bắc Hà khâm phục thương tiếc. Ông được thờ trong đền Trung Liệt (cùng với Nguyễn Tri Phương) trên gò Đống Đa với câu đối:
Thử thành quách, thử giang sơn, bách chiến phong trần dư xích địa
Vi nhật tinh, vi hà nhạc, thiên niên tâm sự cộng thanh thiên
Dịch:
Kia thành quách, kia non sông, trăm trận phong trần còn thước đất
Là trời sao, là sông núi, mười năm tâm sự với trời xanh
Vua Tự Đức mặc dầu không ủng hộ Hoàng Diệu trong việc chống đối với quân Pháp tại thành Hà Nội, vẫn phải hạ chiếu khen ông đã tận trung tử tiết, sai quân tỉnh Quảng Nam làm lễ quốc tang.
Tôn Thất Thuyết, một đại biểu nổi tiếng của sĩ phu kiên quyết chống Pháp đã ca ngợi ông trong hai câu đối:
Nhất tử thành danh, tự cổ anh hùng phi sở nguyện
Bình sanh trung nghĩa, đương niên đại cuộc khởi vô tâm
Dịch:
Một chết đã thành danh, đâu phải anh hùng từng nguyện trước
Bình sanh trung nghĩa, đương trường đại cuộc tất lưu tâm
Cụ Phó bảng Nguyễn Trọng Tỉnh có bài thơ điếu Hoàng Diệu, ghi lại trong Lịch sử vua quan nhà Nguyễn của Phạm Khắc Hòe như sau:
Tay đã cầm bút lại cầm binh
Muôn dặm giang sơn nặng một minh
Thờ chúa, chúa lo, lo với chúa
Giữ thành, thành mất, mất theo thành
Suối vàng ắt hẳn mài gươm bạc
Lòng đỏ thôi đành gửi sử xanh
Di biểu nay còn sôi chính khí
Khiến người thêm trọng bút khoa danh.
Trích hai đoạn bút ký: 
- Nhà văn Hoàng Phủ Ngọc Tường:

Tôi có đi thăm mộ cụ Hoàng Diệu ở giữa cánh đồng Xuân Đài. Mộ không bề thế như tôi tưởng, còn quá nhỏ so với lăng mộ của những viên quan lớn vô tích sự trên triều đình Huế mà tôi vẫn thường thấy. Mộ là một nắm vôi khô nằm vùi giữa đồng cỏ voi, xa khu dân cư...
...Hồi nhỏ nhà nghèo, mẹ chăn tằm dệt lụa nuôi con ăn học. Hoàng Diệu lớn lên bằng tuổi trẻ gian khổ ở làng quê, buổi sáng sớm đi học chỉ súc miệng và nhịn đói, trưa về ăn một chén bắp nấu đậu, đến tối cả nhà chia mỗi người một bát cơm. Ngày nghe tin chồng tuẫn tiết, bà Hoàng Diệu đang cuốc cỏ lá de, ngất xỉu ngay trên bờ ruộng...Làm quan Tổng đốc mà nhà còn nghèo đến thế, huống là nhà dân...
- Nhà văn Sơn Nam:

Đi thăm mộ Hoàng Diệu, (nghe) lúc làm quan, có lần ông gửi về cho mẹ một vóc lụa. Bà mẹ không nhận, gửi trả lại cho con, kèm theo một nhánh dâu, tượng trưng cho ngọn roi, để cảnh cáo đứa con đừng nhận quà cáp gì của dân.
- Mượn ý bài "Chính khí ca" của Văn Thiên Tường, một Thừa tướng thời Tống mạt giúp vua không thành công và nguyện chết theo nhà Tống chứ không chịu đầu hàng nhà Nguyên - Ba Giai (Nguyễn Văn Giai) đã làm thành bài "Hà thành chính khí ca", ca ngợi lòng yêu nước và chí khí trung nghĩa lẫm liệt, thà chết chứ không chịu khuất phục của Tổng đốc Hoàng Diệu. Dưới đây là bài Hà thành chính khí ca (bản đã được in trong sách Văn cấp 3 cũ):

Một vừng chính khí lưu hình,
Khoảng trong trời đất nhật, tinh, sơn, hà,
Hạo nhiên ở tại người ta,
Tấc gang son sắt hiện ra khi cùng.
Hơn thua trong vận truân phong,
Nghìn thu để tiếng Anh hùng sử xanh.
Có quan tổng đốc Hà Ninh
Hiệu là Quang Viễn, trung trinh ai bằng?
Lâm nguy, lý hiểm đã từng,
Vâng ra trọng trấn mới chừng ba năm
Thôn Hồ dạ vốn nhăm nhăm,
Ngoài tuy giao tiếp, trong chăm những là...
Vừa năm Nhâm Ngọ, tháng ba,
Sáng mai mồng tám, bước qua giờ thìn,
Biết cơ trước đã giữ gìn,
Hơn trăm vũ sĩ, vài nghìn tinh binh.
Tiên nghiêm lên đóng trên thành,
Thệ sư rót chén rượu quỳnh đầy vơi.
Văn quan vũ tướng nghe lời,
Hầm hầm xin quyết một bài tận trung.
Ra oai xuống lệnh vừa xong,
Bỗng nghe ngoài đã đùng đùng pháo ran.
Tiêm cừu nổi giận xung quan,
Quyết rằng chẳng để chi đàn chó dê.
Lửa phun súng phát bốn bề,
Khiến loài bạch quỷ hồn lìa phách xiêu
Bắn ra nghe chết cũng nhiều
Phố phường nghe thấy, tiếng reo ầm ầm.
Quan quân đắc chí bình tâm,
Cửa Đông, cửa Bắc vẫn cầm vững binh.
Chém cha cái lũ hôi tanh
Phen này quét sạch sành sanh mới là!
Nào ngờ thất ý tại ta,
Rõ ràng thắng trạng, hóa mà thua cơ!
Nội công rắp những bao giờ,
Thấy kho thuốc cháy, ngọn cờ ngả theo
Quan quân sợ chết thảy đều,
Cửa Tây, Bạch quỷ đánh liều trèo lên.
Nào ai cơm áo dốc đền?
Nào ai gìn giữ vững bền ba quân?
Nào ai còn chí kinh luân?
Nào ai nghĩ đến thánh quân trên đầu?
Một cơn gió thảm mưa sầu,
Nấu nung gan sắt, dãi dầu lòng son,
Chữ trung còn chút con con,
Quyết đem gửi cái tàn hồn gốc cây.
Trời cao biển rộng đất dày,
Núi Nùng sông Nhị chốn này làm ghi!
Thương thay gặp buổi truân nguy,
Lòng riêng ai chẳng thương vì người trung!
Rủ nhau tiền góp của chung,
Rước người ra táng ở trong học đường.
Đau đớn nhẽ, ngẩn ngơ dường!
Tả tơi thành quách, tồi tàn cỏ hoa!
Kể từ năm Dậu bao xa,
Đến nay tính đốt phỏng đà mười niên.
Long thành thất thủ hai phen,
Kho tàng hết sạch, quân quyền dời tan.
Đổi thay trải mấy ông quan,
Quyên sinh tựu nghĩa, có gan mấy người?
Trước quan Võ hiển khâm sai,
Sau quan Tổng đốc một vài mà thôi.
Ngoài ra võ giáp văn khôi,
Quan, bào, trâm, hốt nhác coi, ngỡ là...
Khi bình làm hại dân ta,
Túi tham mở rộng chẳng tha miếng gì.
Đến khi hoạn nạn lâm nguy,
Mặt trông ngơ ngác, chân đi gập ghềnh.
Võ như đề đốc Lê Trinh,
Cùng là chánh phó lãnh binh một đoàn,
Đang khi giao chiến ngang tàng,
Thấy cơ hầu đổ vội vàng nhót ngay.
Nghĩ xem thật cũng ghê thay,
Bảo thân chước ấy ai bày sẵn cho?
Lại còn nghe những mơ hồ
Rằng quan đề đốc dưới hồ cửa tây;
Kẻ rằng: treo ở cành cây
Kẻ rằng: hẳn dưới giếng này chẳng chơi.
Thăm tìm ngày một ngày hai,
Định rằng hợp táng ở nơi học đường.
Hỏi ra sau mới tỏ tường,
Cũng loài úy tử, cũng phường tham sinh.
Phép công nên bắt gia hình,
Rồi ra nặng chữ nhân tình lại thôi.
Văn như Tuần phủ nực cười,
Bình Chi là hiệu, năm mươi tuổi già.
Biết bao cơm áo nước nhà?
Kể trong sĩ tịch cũng là đại viên.
Chén son chưa cạn lời nguyền,
Thế mà bỗng chốc quên liền ngay đi?
Lại còn quanh quẩn làm chi?
Hay là thương tiếc vật gì ở đây?
Hay là có chước bình Tây,
Trước kia hoảng hốt sau này nghiên tinh?
Hay là tiếc cái xuân xanh?
Tìm nơi kiếm chốn gieo mình trú chân?
Hay là còn chút từ thân,
Đã toan tịch cốc mấy lần lại thôi!
Sao không biết xấu với đời?
Sao không biết thẹn với người tử trung?
Kìa Tôn Thất Bá niết công,
Kim chi ngọc diệp, vốn dòng tôn nhân,
Đã quốc tộc, lại vương thần,
Cũng nên hết sức kinh luân mới là...
Nước non vẫn nước non nhà,
Nỡ nào bán rẻ một tòa Thăng Long?
Thề xưa liệu đã chẳng xong,
Mặt nào còn đứng trong vòng lưỡng gian.
Tư giao rắp những mưu gian,
Thừa cơ xin dự hội thương ra ngoài.
Ấy mới khôn, ấy mới tài,
Lẩn đi tránh tiếng, giục người nói quanh.
Dâng công quyền lĩnh tỉnh thành,
Mà toan đổ tội một mình quan trên.
Tội danh thật đã quả nhiên,
Xin đem giao xuống cửu nguyên chế đài.
Lân la kể đến phiên đài,
Xỉ ban cũng đã tuổi ngoài sáu mươi.
Thác trong thôi cũng nên đời.
Sống thừa chỉ để kẻ cười, người chê!
Nhị hà, Tản lĩnh đi về,
Giang sơn tuyết chở, sương che cũng liều!
Còn như ty thuộc hạ liêu,
Kẻ công người quá còn nhiều:chan chan,
Biết đâu cho khắp mà bàn,
Sau này đã có sử quan thẩm bình,
Trước rèm gió mát trăng thanh
Thừa lương nhân chốn nhàn đình thong dong.
Xa trông tút vút Bình phong,
Chúc mừng vạn thọ thánh cung lâu dài!
Rồi ra cá nước duyên hài,
Ra tay khang tế, giở tài kinh luân.
Đã thánh quân lại hiền thần,
Có đâu mà chẳng quần dân thái hòa!
Bấy giờ ta lại với ta,
Tỉnh say dật hứng, ngâm nga tiêu sầu.
Hà thành văn vũ công hầu,
Càng nghe thấy chuyện càng rầu bên tai!
Diễn ca Chính khí một bài,
Để cho thiên hạ người người khuyên răn.
Để vang danh tên tuổi Hoàng Diệu, ông được đặt tên cho nhiều trường học và đường phố tại Việt Nam.